# Euroazijska stepa
Euroazijska stepa je velika stepa Euroazije, koja se proteže se od Moldavije preko Ukrajine u Sibir, s jednom velikom eksklavom, koja se nalazi Mađarskoj i zove se pusta. 
Stepa povezuje Europu, središnju Aziju, Kinu, Južnu Aziju, Bliski istok - ekonomski, politički, kulturno i trgovačkim putevima, od kojih su najpoznatiji Put svile tijekom antike i srednjeg vijeka. 
Euroazijska stepa bila je dom nomadskim carstvima i mnogim velikim plemenskim konfederacijama i starim državama kroz povijest, kao što su: Xiongn, Skitija, Kimerijci, Sarmati, Hunsko carstvo, Horezm, Transoksanija, Sogdijana, Xianbei i Gok-Turski kaganat.
Glavne životinje su ovce i koze. Deve se koriste u sušim područjima za prijevoz. Koriste se jakovi uz rub Tibeta. Konj je prvi put pripitomljen na ruskoj ili kazahstanskoj stepi negdje prije 3000 godina prije Krista.
Euroazijska stepa proteže se tisućama kilometara od blizu ušća rijeke Dunav do gotovo u Tihi ocean. Omeđena je na sjeveru šumama Rusije i Sibira. Ne postoji jasna južna granica iako zemlja postaje sve više suha prema jugu. 